# Cis tristis
Cis tristis es una especie de coleóptero de la familia Ciidae.

## Distribución geográfica
Habita en México y Estados Unidos.